# Sherron Collins
Sherron Marlon Collins (Chicago, 18 marzo 1987) è un ex cestista statunitense.

## Palmarès
- McDonald's All-American Game (2006)
- Campione NCAA (2008)
- NCAA AP All-America Second Team (2010)
- NCAA AP All-America Third Team (2009)